# Emmanuel De Cloedt
Emmanuel De Cloedt, né le 8 octobre 1845 à Dixmude et décédé le 23 mai 1919 à Bruxelles fut un homme politique libéral belge.
De Cloedt fut entrepreneur. Il fut élu sénateur de l'arrondissement de Bruges.

## Sources
- Liberaal Archief